# Virginia Slims of Kansas 1983
Virginia Slims of Kansas 1983 — жіночий тенісний турнір, що проходив на відкритих кортах з твердим покриттям у Канзас-Сіті (США). Належав до Ginny Tournament Circuit в рамках Світової чемпіонської серії Вірджинії Слімс 1983. Турнір відбувся вп'яте і тривав з 19 вересня до 25 вересня 1983 року. Елізабет Соєрс здобула титул в одиночному розряді.

## Фінальна частина

### Одиночний розряд
Елізабет Соєрс —  Енн Мінтер 6–3, 6–1
- Для Соєрс це був 1-й титул в одиночному розряді за сезон і 2-й - за кар'єру.

### Парний розряд
Сенді Коллінз /  Elizabeth Sayers —  К О'Ніл /  Бренда Ремілтон 7–5, 7–7
- Для Коллінз це був 1-й титул за кар'єру. Для Смайлі це був 3-й титул за сезон і 4-й — за кар'єру.

## Нотатки
1. ↑  Ginny Tournament Circuit 1983 складався з восьми турнірів з призовим фондом 50 тис. доларів кожен, що проходили від лютого до вересня, і завершального листопадового Ginny Championships з призовим фондом 150 тис. доларів. Усі турніри відбулись у (США)[1]